# Liste von Klöstern des Tibetischen Buddhismus in China
Dies ist eine Liste von Klöstern des Tibetischen Buddhismus in China. Die Liste ist nach der Gründungszeit chronologisch sortiert.

## Übersicht
Chinesisch (Pinyin/Kurzzeichen), Schule, Gründungszeit, Ort
- Gouxiang si 苟象寺, Bön, Ende 2. Jhd., Sichuan, Kreis Zoigê (Dzöge)
- Dingqin si 丁钦寺, Bön, Ende 6. Jhd., Sichuan, Kreis Dêgê (Dege/Derge)
- Duoji Zha si 多吉扎寺, Nyingma, Ende 6. Jhd., Tibet, Zhanang (Dranang)
- Dazhao si 大昭寺, Gelug, 7. Jhd., Tibet, Lhasa
- Xiaozhao si 小昭寺, Gelug, 7. Jhd., Tibet, Lhasa
- Changzhu si 昌珠寺, Nyingma, 7. Jhd., Tibet, Nêdong
- Sangye si 桑耶寺, Sakya, spätes 8. Jahrhundert, Tibet, Zhanang (Dranang) (hunhe jiaopai)
- Tuolin si 托林寺, 1038, Tibet, Zanda (Tsada) (hunhe jiaopai)
- Rezhen si 热振寺, Kadam, 1057, Tibet, Lhünzhub (Lhündrub)
- Sajia si 萨迦寺, Sakya, 1073, Tibet, Sa’gya (Sakya)
- Xialu si 夏鲁寺, Shalu, 1087, Xigazê (Shigatse)
- Gama Dansa si 噶玛丹萨寺, Karma, 1147, Tibet, Stadtbezirk Karub
- Dansa Ti si 丹萨替寺, Phagdru-Kagyü, 1158, Tibet, Sangri
- Gatuo si 嘎拖寺, Nyingma, 1162, Sichuan, Baiyü (Pelyül)
- Caiba si 蔡巴寺, Tshelpa-Kagyü, 1175, Tibet, Lhasa
- Zhigong Ti si 止贡替寺, Drigung-Kagyü, 1179, Tibet, Maizhokunggar (Meldro Gongkar)
- Babang Shengjiao Falun si 八邦圣教法轮寺, Karma-Kagyü, 1181, Sichuan, Dêgê (Dege/Derge)
- Gongtang si 公堂寺, Tshelpa-Kagyü, 1187, Tibet, Lhasa
- Chubu si 楚布寺, Kagyü, 1189, Doilungdêqên (Tölung Dechen)
- Chanding si 禅定寺, Gelug, 1269, Gansu, Jonê (Chone)
- Bangtuo si 棒托寺, Nyingma, 1271–1368, Sichuan
- Wendu si 文都寺, Gelug, 1282, Qinghai, Autonomer Kreis Xunhua der Salar
- Longwu si 隆务寺, Gelug, 1370, Qinghai, Tongren
- Baiju si 白居寺, 1390, Tibet, Gyangzê (Gyantse) (hunhe jiaopai)
- Qutan si 瞿昙寺, Gelug, 1392, Qinghai, Ledu
- Jiegu si 结古寺, Sakya, 1398, Qinghai, Yushu
- Cuo'erji si 错尔基寺, Jonang, 1398, Sichuan, Kreis Zamtang (Dzamthang)

- Gandan si 甘丹寺, Gelug, 1409, Tibet, Lhasa
- Zhebang si 哲蚌寺, Gelug, 1416, Tibet, Lhasa
- Sela si 色拉寺, Gelug, 1419, Tibet
- E'er si俄尔寺, Sakya, 1429, Tibet
- Qiangbalin si 强巴林寺, Gelug, 1437, Tibet
- Zhashilunbu si 扎什伦布寺, Gelug, 1447, Tibet, Xigazê
- Gengqing si 更庆寺  Sakya, 1448, Sichuan, Dêgê (Dege/Derge)
- Donggu si 东谷寺, Gelug, 1474, Sichuan, Garzê
- Qiuji si 求吉寺, Sakya, 1498, Sichuan, Zoigê (Dzöge)
- Bairi si 白日寺, Nyingma, 16. Jhd., Tibet
- Zhuqing si 竹庆寺, Nyingma, 1552, Sichuan, Dêgê (Dege/Derge)
- Ta'er si 塔尔寺, Gelug, 1560, Qinghai, Kreis Huangzhong
- Changqing Chunker si 长青春科耳寺 Gelug, 1580, Sichuan, Lithang
- Qupi si 曲披寺, Gelug, 1580, Sichuan, Qagchêng (Chathreng)
- Muli da si 木里大寺, Gelug, 1584, Sichuan, Muli
- Youning si 佑宁寺, Gelug, 1604, Qinghai
- Minzhulin si 敏珠林寺; Nyingma, mittleres 17. Jhd., Tibet, Zhanang (Dranang)
- Lingque si 灵雀寺, Gelug, 1662, Sichuan, Dawu (Ta´u)
- Ganzi si 甘孜寺, Gelug, 1662, Sichuan, Kreis Garzê
- Dajin si 大金寺, Gelug, 1662, Sichuan, Kreis Garzê
- Dazha siyuan 达扎寺院, Gelug, 1663, Sichuan, Zoigê (Dzöge)
- Baiyu si 白玉寺, Nyingma, 1675, Sichuan, Baiyü (Pelyül)
- Songzanlin si 松赞林寺, Gelug, 1679, Yunnan, Dêqên (Dechen)
- Labuleng si 拉卜楞寺, Gelug, 1710, Gansu, Kreis Xiahe
- Huiyuan si 惠远寺, Gelug, 1728, Sichuan, Dawu (Ta´u)
- Guangfa si 广法寺, Gelug, 1776, Sichuan, Jinchuan (niandai xi gai zong shi niandai)
- Rela Yongzhong Lin 熱拉雍仲林, Bön, 1834, Tibet, Kreis Namling